# Judo na Igrzyskach Ameryki Południowej 2018
Judo na Igrzyskach Ameryki Południowej 2018 odbywało się w dniach 27–30 maja 2018 roku. Rywalizacja odbywała się w Coliseo José Villazón w Cochabamba w czternastu konkurencjach.

## Podsumowanie

### Klasyfikacja medalowa
| Klasyfikacja medalowa | Klasyfikacja medalowa | Klasyfikacja medalowa | Klasyfikacja medalowa | Klasyfikacja medalowa | Klasyfikacja medalowa |
| --------------------- | --------------------- | --------------------- | --------------------- | --------------------- | --------------------- |
| Miejsce               | Reprezentacja         | Złoto                 | Srebro                | Brąz                  | Razem                 |
| 1                     | Brazylia              | 4                     | 5                     | 5                     | 14                    |
| 2                     | Kolumbia              | 3                     | 0                     | 2                     | 5                     |
| 3                     | Ekwador               | 3                     | 0                     | 1                     | 4                     |
| 4                     | Peru                  | 2                     | 1                     | 4                     | 7                     |
| 5                     | Wenezuela             | 1                     | 6                     | 2                     | 9                     |
| 6                     | Argentyna             | 1                     | 1                     | 5                     | 7                     |
| 7                     | Urugwaj               | 0                     | 1                     | 1                     | 2                     |
| 8                     | Chile                 | 0                     | 0                     | 6                     | 6                     |
| 9                     | Panama                | 0                     | 0                     | 1                     | 1                     |

### Medaliści
| Konkurencja    | 1. miejsce         | 2. miejsce          | 3. miejsce                             |           |
| Mężczyźni      | Mężczyźni          | Mężczyźni           | Mężczyźni                              | Mężczyźni |
| -------------- | ------------------ | ------------------- | -------------------------------------- | --------- |
| do 60 kg       | Lenin Preciado     | Robson Penna        | Hugo Vera Dilmer Calle                 |           |
| do 66 kg       | Michael Marcelino  | Ricardo Valderrama  | David Prestes Sebastián Pérez          |           |
| do 73 kg       | Humberto Wong      | David Lima          | Leider Navarro Sergio Mattey           |           |
| do 81 kg       | Luis Manuel Vega   | Noel Peña           | Tiago Pinho Luis Ángeles               |           |
| do 90 kg       | Roberto Galarreta  | Giovani Ferreira    | Alexis Duarte Francisco Balanta        |           |
| do 100 kg      | Leonardo Gonçalves | Pablo Aprahamian    | Thomas Briceño Frank Alvarado          |           |
| powyżej 100 kg | Freddy Figueroa    | Pedro Pineda        | João Cesarino Héctor Campos            |           |
| Kobiety        |                    |                     |                                        |           |
| do 48 kg       | Luz Álvarez        | Ingrid Perafán      | Mary Dee Vargas Larissa Farias         |           |
| do 52 kg       | Larissa Pimenta    | Thalía Gamarra      | Kristine Jiménez Ayelén Elizeche       |           |
| do 57 kg       | Yadinys Amaris     | Wisneiby Machado    | Micaela Hernández Gabrielle Gonzaga    |           |
| do 63 kg       | Anriquelis Barrios | Gabriella Moraes    | Estefanía García Virginia Laffeuillade |           |
| do 70 kg       | Yuri Alvear        | Noelys Peña         | Bruna da Silva Camila Figueroa         |           |
| do 78 kg       | Vanessa Chalá      | Laislaine Rocha     | Jacqueline Usnayo Karen León           |           |
| powyżej 78 kg  | Luiza Cruz         | Mariannys Hernández | Elizabeth Álvarez                      |           |